# 罗卜藏 (辉特)
罗卜藏，清朝卫拉特蒙古辉特部台吉，伊克明安氏。
罗卜藏隶属于准噶尔汗国，因不堪噶尔丹凌虐，在康熙二十八年（1689年）随和硕特部台吉噶勒丹多尔济内附，被安置在阿拉善。次年，噶尔丹兵败乌兰布通，他跟随副都统阿南达在布隆吉尔及噶斯口设哨所。噶勒丹多尔济投附策妄阿拉布坦后，罗卜藏携部属八百余人回到旧牧。清廷因其忠诚，授予辅国公号，令他迁居喀尔喀，附牧札萨克图汗部。长子巴济，袭札萨克辅国公，初参与清军征讨准噶尔和青海的战争，后叛逃投附噶尔丹策零。四子达什达尔札，受兄巴济裹胁，潜逃准噶尔，游牧于特穆尔图淖尔（伊塞克湖）一带。五子噶勒丹達爾札，与达什达尔札一同被裹挟到准噶尔，清朝灭准噶尔汗国後投降，獲宥並徙牧於喀爾喀，後成为辉特旗各扎萨克之祖。